# Christian Rode
Christian Rode (* 20. Juli 1936 in Hamburg; † 15. Februar 2018 in Berlin) war ein deutscher Schauspieler, Synchron-, Hörspiel- und Off-Sprecher.

## Leben
Christian Rode, Sohn des Kunstmalers Heinrich Rode (1905–1983) und Neffe des Pastors Waldemar Rode, wurde in seiner Heimatstadt von Gustaf Gründgens für die Bühne entdeckt und absolvierte dort seine Ausbildung an der Schauspielschule des Deutschen Theaters, wo er 1956 sein Theaterdebüt gab. Zahlreiche Engagements, unter anderem in Darmstadt, Stuttgart, Berlin und Frankfurt am Main, sollten folgen.
Ab Mitte der 1960er Jahre arbeitete er zudem für Film und Fernsehen. Dabei übernahm der polyglotte Rode auch Rollen in internationalen Produktionen wie René Cléments Kriegsfilm Brennt Paris? mit Jean-Paul Belmondo, Die Akte Odessa (mit Jon Voight) oder als Duc de Vivonne neben Michèle Mercier in Unbezähmbare Angélique nach dem Roman Anne Golons. Außerdem spielte Rode in der Komödie Nessie – das verrückteste Monster der Welt, der Fernsehserie Es muß nicht immer Kaviar sein nach Johannes Mario Simmel (mit Siegfried Rauch in der Rolle des Thomas Lieven), dem Mehrteiler Fabrik der Offiziere nach Hans Hellmut Kirst sowie als Gast in zahlreichen Fernsehserien wie Direktion City, Detektivbüro Roth und Die Wicherts von nebenan. Im zweiten Teil von Harald Reinls Die Nibelungen verkörperte er Dietrich von Bern, obwohl er in beiden Teilen auch die Rolle des Spielmanns Folker synchronisierte.
Ab 1966 arbeitete Christian Rode umfangreich in der Synchronisation und übernahm für fast 1.900 Filme und Fernsehsendungen Synchronrollen. Dabei lieh er seine markante Stimme prominenten Schauspielkollegen wie Michael Caine (unter anderem Luftschlacht um England), David Carradine (Fackeln im Sturm), Rock Hudson (Der Ambassador), Jeremy Irons (Alles nur Theater), Derek Jacobi (in den Cadfael-Filmen nach Ellis Peters), DeForest Kelley als Dr. McCoy (zweiter Sprecher in Star Trek II: Der Zorn des Khan & Star Trek III: Auf der Suche nach Mr. Spock), Christopher Lee (unter anderem in Sleepy Hollow), Peter O’Toole (Unternehmen Rosebud), Anthony Perkins (Sprengkommando Atlantik), Michel Piccoli (Die letzte Frau), Christopher Plummer (unter anderem Spion zwischen zwei Fronten), Vincent Price (Der Rabe – Duell der Zauberer), Omar Sharif (Ashanti), Ray Milland (Der unheimliche Gast) und Paul Henreid als Viktor Lazlo in Casablanca. Außerdem war er als Nachfolger von Rolf Jülich die deutsche Stimme von Bert aus der Sesamstraße. In einer Neusynchronisation von 20 Folgen der Serie Kojak sprach er 1998 die Titelrolle des Theo Kojak, da Edgar Ott, der Stammsprecher von Telly Savalas, bereits verstorben war.
Bereits ab Mitte der 1950er Jahre war Christian Rode als Hörspielsprecher für die westdeutschen Rundfunkanstalten tätig. Bei der Hörspielreihe Masters of the Universe lieh er Beast Man seine Stimme. Fans der Serie Die drei Fragezeichen kannten ihn aus den Folgen Die singende Schlange (25), Der magische Kreis (27), Der Höhlenmensch (35), Der Super-Wal (36), Schwarze Madonna (127), Pfad der Angst (137), Der schreiende Nebel (162) und Stille Nacht, düstere Nacht (Special); in der TKKG-Folge 31 (Entführung in der Mondscheingasse) lieh er dem Gus Uckmann seine Stimme. Zudem sprach er auch für die Hörspielreihen Gabriel Burns, Sherlock Holmes, Dreamland Grusel, Burg Frankenstein und seit Oktober 2007 Tony Ballard. Er sprach auch General Gordon B. Smith in den Mark-Brandis-Hörspielen Unternehmen Delphin und Aufstand der Roboter. Bis zuletzt war Christian Rode Off-Sprecher der Sendung Galileo auf ProSieben (Stand: 2011). Zudem war er in der Spielzeit 2007 bei den Karl-May-Spielen in Bad Segeberg als Off-Sprecher bei Winnetou I zu hören. Seit 2007 war Christian Rode als Sprecher-Dozent zusammen mit Sprecherkollegin Carmen Molinar tätig, um Nachwuchstalente zu fördern. Im April 2014 wurde die Schule nach ihm umbenannt in „Christian-Rode-Sprecherschule“. Wie das Magazin PLAYtaste berichtete, starb er plötzlich und unerwartet am 15. Februar 2018 im Alter von 81 Jahren in Berlin. Sein letztes Interview gab er 2017 der Sprecheragentur „Media-Paten“.

## Filmografie (Auswahl)
- 1960: Faust
- 1961: Ein Augenzeuge – Regie: Gustav Burmester
- 1966: Sperrbezirk
- 1966: Brennt Paris? (Paris brûle-t-il?)
- 1966: Winnetou und sein Freund Old Firehand
- 1967: Die Nibelungen, 2. Teil: Kriemhilds Rache
- 1967: Kommissar X – Drei grüne Hunde
- 1967: Unbezähmbare Angélique (Indomptable Angélique)
- 1968: Angélique und der Sultan (Angélique et le sultan)
- 1968: Das Kriminalmuseum (Folge: Die Reifenspur)
- 1968: Der Reformator
- 1971: Hamburg Transit (Folge: Basler Täubchen)
- 1974: Der Lord von Barmbeck
- 1974: Die Akte Odessa (The Odessa File)
- 1976: Direktion City (Folge: Armer Gigolo)
- 1976: Ein Fall für Stein (Folge: Aus dem Mädchenheim)
- 1977: Drei Damen vom Grill (Folge: Der Ausreißer)
- 1977: Es muß nicht immer Kaviar sein (Fernsehserie, 4 Folgen)
- 1979: Kommissariat 9 (Folge: Fett macht Fett)
- 1980: Die Paulskirche
- 1982: Direktion City (Folge: In den Sand gesetzt)
- 1984: Tatort – Rubecks Traum
- 1985: Nessie – das verrückteste Monster der Welt
- 1986: Detektivbüro Roth (Folge: Der neue Stoff)
- 1986–1989: Die Wicherts von nebenan (3 Folgen)
- 1989: Fabrik der Offiziere (Fernsehserie)
- 1991: Peter Strohm (Fernsehserie)

## Synchronrollen (Auswahl)
Walter Pidgeon
- 1951: Anwalt des Verbrechens als Dwight Bradley „Brad“ Masen
- 1953: Skandal um Patsy als Patrick J. McChesney

James Olson
- 1971: Der Agent, der seinen Leichnam sah als Stanton
- 1971: Andromeda-Tödlicher Staub aus dem All als Dr. Mark Hall

Ronny Cox
- 1990: Total Recall – Die totale Erinnerung als Vilos Cohaagen
- 1997: Mord im Weißen Haus als US-Präsident Jack Neill

R. Lee Ermey
- 1993: Body Snatchers – Angriff der Körperfresser als General Platt
- 1994: Love is a Gun als Frank Deacon

Michael Murphy
- 1994: Blackout – Ein Detektiv sucht sich selbst als Dr. Doover
- 2013: White House Down als Vize-Präsident Alvin Hammond

Albert Finney
- 1995: Das Land meiner Liebe als Dannys Vater
- 1997: Die Erbin vom Washington Square als Dr. Austin Sloper

Michael Caine
- 1967: Das Milliarden-Dollar-Gehirn als Harry Palmer
- 1968: Ein dreckiger Haufen als Capt. Douglas
- 1969: Die Luftschlacht um England als Squadron Leader Canfield

Christopher Lee
- 1976: Die Braut des Satans als Pater Michael Rayner
- 1994: Die Todeskarten des Dr. Schreck als Franklyn Marsh
- 1999: Sleepy Hollow als Bürgermeister von New York

Martin Landau
- 1993: Cold Heart – Der beste Bulle von L.A. als Frank McCoy
- 2000: Am Anfang als Abraham
- 2015: Remember – Vergiss nicht, dich zu erinnern als Max Rosenbaum

Patrick Stewart
- 1997: Masterminds – Das Duell als Rafe Bentley
- 2012: Ted als Erzähler
- 2017: Dragonheart 4 als Drago

Christopher Plummer
- 1967: Spion zwischen zwei Fronten als Eddie Chapman
- 1995: IQ Runner – Aufstand der Untermenschen als John Klaxon
- 1998: Hidden Agenda – Das Todeskomplott als Ulrich Steiner
- 2000: Nürnberg – Im Namen der Menschlichkeit als Sir David Maxwell-Fyfe

Robert Culp
- 1975: Ein Orkan von Blei als Frank Sirrianni
- 1984: Die Traumfabrik als Henry Farnum
- 1994: Bill Cosby & Co. – Die Rückkehr der Superspione als Kelly Robinson
- 1997–2005: Alle lieben Raymond (Fernsehserie) als Warren

Craig T. Nelson
- 1988: Action Jackson als Peter Dellaplane
- 1998: Creature – Der Tod aus der Tiefe als Dr. Simon Chase
- 2001–2004: The District – Einsatz in Washington (Fernsehserie) als Chief Jack Mannion
- 2007–2011: My Name Is Earl (Fernsehserie) als Warden Jerry Hazelwood
- 2012–2016: Parenthood (Fernsehserie) als Zeek Braverman

### Filme
- 1960: Peter Finch in Entführt – Die Abenteuer des David Balfour als Alan Breck
- 1969: Fernando Lamas in 100 Gewehre als General Verdugo
- 1971: Alberto de Mendoza in Piraten der grünen Insel als Duke
- 1973: John Vernon in Angst ist der Schlüssel als Vyland
- 1977: Ian Bannen in Deckname Sweeney als Baker
- 1978: Paul Henreid in Reise aus der Vergangenheit als Jerry Durrance
- 1979: Cliff Robertson in Schatten um Dominique als David Ballard
- 1979: Pierre Vernier in I wie Ikarus als Charly Feruda
- 1982: Gerrit Graham in Ich glaub’ mein Straps funkt SOS als Bob Spinnaker
- 1984: Patrick Bauchau in Emmanuelle 4 als Marc
- 1984: DeForest Kelley in Star Trek III: Auf der Suche nach Mr. Spock als Dr. Leonard „Pille“ McCoy
- 1986: James Karen in Invasion vom Mars als General Climet Wilson
- 1987: Peter Graves in Der Berserker als Capt. Ferris
- 1988: Fred Dalton Thompson in FBI Academy als Bill Bilecki
- 1989: David Carradine in Night Children als Max
- 1989: Julian Glover in Indiana Jones und der letzte Kreuzzug als Walter Donovan
- 1991: Donald Burton in Hudson Hawk – Der Meisterdieb als Alfred
- 1993: J. T. Walsh in Sniper – Der Scharfschütze als Chester Van Damme
- 1995: Patrick McGoohan in Braveheart als Longshanks, König Edward I.
- 1996: Henri Garcin in Die Noorderlinger als Bishop
- 1999: Jack Taylor in Die neun Pforten als Victor Fargas
- 2001: Scott Wilson in Pearl Harbor als General George C. Marshall
- 2003: Colin Fox in Deathlands als Baron Titus Cawdor
- 2003: Roy Scheider in Citizen Verdict – Im Namen der Einschaltquote als Bull Tyler
- 2003: Chad Everett in Flight Girls als Jack Weston
- 2005: Frank Langella in Der größte Magier der Welt als Max
- 2007: Charles Dance in The Contractor – Doppeltes Spiel als Andrew Windsor
- 2008: Gary Grubbs in Lauschangriff – My Mom’s New Boyfriend als Polizeichef Malone
- 2012: Guy Pearce in Prometheus – Dunkle Zeichen als Sir Peter Weyland
- 2016: James Faulkner in Underworld: Blood Wars als Cassius
- 2017: Alessandro Capone in Sie nannten ihn Spencer (Dokumentarfilm)

### Serien
- 1984–1986: Paul Guers in Allein gegen die Mafia als Professor Gianfranco Laudeo
- 1986–1988: Jim McMullan in Dallas als Senator Andrew Dowling
- 1997–2002: Barry Bostwick in Chaos City als Bürgermeister Randall Winston
- 2007–2008: Dennis Farina in Law & Order als Det. Joe Fontana
- 2011/2014: Hector Elizondo in Grey’s Anatomy als Carlos Torres (2. Stimme)
- 2016: Peter Firth in Victoria als Herzog von Cumberland
- 2017: Stephen Stanton in Star Wars Rebels als Ben Kenobi (Obi-Wan Kenobi)
- 2017: Sam Waterston in Godless als Marshal John Cook

### Videospiele
- 1995: in The Dig als Boston Low
- 2010: in Fallout: New Vegas als Mr. New Vegas
- 2011: in Dragon Age 2 im DLC Das Zeichen der Assassinin als Prosper de Montfort
- 2012: in Halo 4 als Blutsvater-Didaktiker

## Hörbücher (Auswahl)
- Jules Barbey d’Aurevilly: Diabolische Geschichten. Gelesen von Christian Rode, Volker Hanisch, Bernt Hahn; mOceanOTonVerlag (2007), Vertrieb: Grosser + Stein, ISBN 978-3-86735-215-4. Aus der Reihe HörEdition der Weltliteratur.
- Johann Karl August Musäus: Legenden von Rübezahl. Gelesen von Christian Rode. Gekürzt – 2 CDs / 125 Minuten, ISBN 978-3-87024-087-5 (Argon).

## Hörspiele (Auswahl)
- 1964: Otto Heinrich Kühner: Die Übungspatrone (Leutnant) – Regie: Otto Kurth (Hörspiel – SR/BR)
- 1973: Jules Verne: Reise zum Mittelpunkt der Erde. Als Erzähler und Axel – Hörspielbearbeitung und Regie: Dagmar von Kurmin.
- 1981: Die drei Fragezeichen ... und die singende Schlange – Regie: Heikedine Körting
- 1982: Walter Baumann: Die Minna von Barnheims. Damals war’s – Geschichten aus dem alten Berlin (Maximilian Barnheim) (Geschichte Nr. 34 in 10 Folgen) – Regie: Paul Esser (RIAS Berlin)
- 1984: Michael Koser: Professor van Dusen und der Schatz des Maharadschas – Regie: Rainer Clute (Kriminalhörspiel – RIAS Berlin)
- 1988: Johannes Müller: Das Klingeln an der Wohnungstür – Regie: Werner Klein (Hörspiel – SFB)
- Sprecher des Sherlock Holmes in der gleichnamigen Hörspielreihe von Maritim und der Reihe Die neuen Fälle von Romantruhe Audio.
- Professor Dudelmoos in der Hörspielreihe Die Playmos (Folgen 3, 15 & 17).
- General Gordon B. Smith in der Hörspiel-Version der Weltraumpartisanen-Bücher Unternehmen Delphin und Aufstand der Roboter von Mark Brandis
- Chronarius in der Hörspielserie Die Letzten Helden.
- Karl-May-Hörspiele von Europa als „Omar Ben Sadek“ in In den Schluchten des Balkan, Der Schut.
- Rolle des Erzählers in der Hörspielreihe VAMPIRA.
- Rolle des Beast Man in der Hörspielreihe Masters of the Universe.
- 2009: Lady Bedfort: Geoffrey Powder und Carlton Price in den Episoden Lady Bedfort und die Truhe des Kapitäns/Lady Bedfort und die Täuschung im Zug